# Atlantisch orkaanseizoen 1952
Het Atlantisch orkaanseizoen 1952 duurde van 2 februari 1952, toen de eerste tropische storm ontstond, tot 30 november 1952. Het seizoen 1952 was wat energie betreft een normaal seizoen. Het seizoen kende een zeer vlotte start; de eerste tropische storm vormde zich op 2 februari, Maria Lichtmis en is naar deze dag vernoemd. Het seizoen telde 7 tropische stormen, waarvan er zes aanwakkerden tot orkaan. Drie orkanen wakkerden aan tot majeure orkanen, dat wil zeggen categorie 3 of meer.
Orkaan Fox was de sterkste orkaan van het seizoen, die als vierde categorie orkaan Cuba teisterde. Het zou tot Michelle in 2001 duren, totdat een orkaan van een dergelijke intensiteit opnieuw het eiland zou treffen. Dit was het laatste seizoen, dat voor de lijst met namen het spellingsalfabet van het Amerikaanse leger en marine gebruikte (dit spellingsalfabet werd later vervangen door het spellingsalfabet van de NAVO). Hierdoor is orkaan Charlie de laatste tropische cycloon met een jongensnaam vóór in het seizoen 1979 een tropische cycloon Bob werd gedoopt. Verder is orkaan Dog bijzonder, omdat het niet zeker is, of dit systeem ooit verder is gekomen dan de status van tropische onweersstoring.

## Cyclonen

### Tropische storm van Maria Lichtmis
Op 2 februari, het feest van Maria Lichtmis vormde zich boven de Baai van Honduras, voor de Muskietenkust een tropische depressie. De tropische depressie trok aanvankelijk naar het noordnoordwesten en landde enkele uren later nabij Cancún rond het moment, dat de depressie tropischestormstatus bereikte. Nu wendde de tropische storm zich naar het noordoosten en stak de Straat Yucatan over en koerste ten noorden van de noordwestelijke Cubaanse kust richting de Florida Keys. Op 3 februari landde de tropische storm op de Florida Keys en enkele uren later op het vasteland van Florida als matige tropische storm met windsnelheden tot 83 km/uur. De tropische storm trok verder noordoostwaarts langs de Amerikaanse oostkust. Voor de kust van South Carolina verloor de tropische storm zijn tropische kenmerken en de extratropische storm landde die dag nog op Cape Cod in Massachusetts en later op de oostelijke kust van Maine om ten slotte op 5 februari boven New Brunswick op te lossen. Als extratropisch systeem was de storm nog iets sterker; 93 km/uur. De tropische storm van Maria Lichtmis eiste geen slachtoffers en veroorzaakte geen noemenswaardige schade.
Boven Florida liet de tropische storm 50 tot 100 mm regen achter en op de kust van North Carolina liep een vrachtschip met 26 opvarenden aan de grond. In het noordoosten van de Verenigde Staten geraakten 15.000 mensen zonder stroom. In het Engels staat de cycloon bekend als de Groundhog Day tropical storm, (Groundhog Day op 2 februari staat voor heidense gebruiken, die later door de Rooms-Katholieke Kerk zijn geassimileerd in Maria Lichtmis). Het is daarmee de vroegst bekende tropische cycloon in een seizoen, de enige tropische cycloon in de maand februari en slechts een van de 32 bekende cyclonen, die zich buiten het seizoen vormden. De reden, dat tropische cyclonen in de Caraïbische Zee en de Golf van Mexico buiten het seizoen zeldzaam zijn, ligt niet zozeer aan de zeewater temperatuur (die kan vooral in de Caraïbische Zee warm genoeg zijn om tropische cyclonen te voeden), maar aan de sterke windschering. Als deze wegvalt, hetgeen zeldzaam is, dan moet er nog een storing aan het aardoppervlak liggen, om hiervan te profiteren en tot ontwikkeling te komen. Destijds werd de storm niet herkend als tropische (of mogelijk subtropische) cycloon en kreeg daarom geen naam. Pas achteraf, na reconstructie is vast komen te staan, dat het hier om een (sub)tropische cycloon ging.

### Orkaan Able
Orkaan Able was een orkaan van het Kaapverdische type, die een parcours aflegde, dat veel leek op dat van de orkaan van de barrière-eilanden van Georgia en South Carolina, maar dan als een zwakkere tropische cycloon dan zijn voorganger uit 1893. Op 18 augustus ontwikkelde er zich een tropische depressie uit een tropische golf tussen de Afrikaanse kust en de archipel Kaapverdië, die door een krachtig hogedrukgebied boven de Azoren westwaarts werd gedreven. De omstandigheden boven de Atlantische Oceaan waren niet gunstig voor verdere ontwikkeling van de tropische depressie en zij promoveerde pas op 24 augustus ruim ten oosten van de Bovenwindse Eilanden tot tropische storm Able. Able was intussen naar het noordwesten gedraaid en promoveerde op 27 augustus ten noordoosten van Puerto Rico tot orkaan.
Able passeerde ten noordoosten van de Bahama's en bereikte ten oosten van de kust van Florida de tweede categorie en op 31 augustus zijn hoogtepunt met windsnelheden tot 167 km/uur, vlak voordat Able landde op de kust van South Carolina nabij Beaufort. Able draaide nu naar het noorden en noordoosten en degradeerde snel tot tropische storm boven land en 24 uur later tot tropische depressie boven Pennsylvania. De volgende dag op 2 september loste tropische depressie Able op boven Maine. Able eiste drie mensenlevens en veroorzaakte $2.750.000,- schade (niet gecorrigeerd voor inflatie), voornamelijk ten gevolge van overstromingen langs de oostkust van de Verenigde Staten.

### Orkaan Baker
Tropische storm Baker werd voor het eerst waargenomen in de nacht van 1 september (31 augustus volgens GMT) door een Noors schip, de Fridtjof Nansen ten oosten van de noordelijkste Bovenwindse Eilanden. Baker was waarschijnlijk 12 daarvoor ontstaan. Baker trok naar het noordwesten tot noordnoordwesten en promoveerde op 1 september tot orkaan. Baker draaide daarna meer noordwestwaarts en bereikte op 3 september de derde categorie en zijn hoogtepunt met windsnelheden tot 194 km/uur op 3, 4 en 5 september. Op 6 september passeerde Baker het punt halverwege Outer Banks en Bermuda en wendde zich toen naar het noordoosten en verzwakte gestaag. Op 8 september zakte Baker onder de orkaandrempel en verdween ten oosten van Newfoundland buiten het bereik van de verkenningsvliegtuigen. Waarschijnlijk was Baker op dat moment reeds zijn tropische kenmerken aan het verliezen.

### Orkaan Charlie
Op 22 september trok een tropische golf over de Bovenwindse Eilanden, de Caraïbische Zee binnen en even later ontstond uit deze tropische onweersstoring een tropische depressie boven het uiterste oosten van de Caraïbische Zee. De tropische depressie trok naar het westnoordwesten en later naar het westen en promoveerde op 23 september tot tropische storm Charlie ten zuiden van de Monapassage. Charlie landde even later op de zuidoostelijke kust van de Dominicaanse Republiek. Boven de Atlantische Oceaan nam Charlie verder aan kracht toe en promoveerde op 25 september tot orkaan, terwijl hij schampte aan de oostkant van de Bahama's. De volgende dag wendde Charlie zich naar het noordoosten en bereikte zijn hoogtepunt met windsnelheden tot 194 km/uur, een orkaan van de derde categorie.
Daarna verzakte Charlie gestaag en passeerde op 27 september ruim ten noordwesten van Bermuda. Op 29 september verloor Charlie zijn tropische kenmerken ten zuiden van Newfoundland, nog altijd op orkaansterkte. De extratropische Charlie volgde nu een over het algemeen oostelijke koers en zakte op 30 september onder de orkaandrempel. Charlie verdween ten slotte op 1 oktober boven het noorden van de Atlantische Oceaan. Charlie eiste vier mensenlevens op Puerto Rico, toen hij nog in het stadium van tropische depressie was. Ook de veroorzaakte schade door overstromingen op Puerto Rico, $1 miljoen (niet gecorrigeerd voor inflatie) was toe geschreven aan de tropische depressie, die tot Charlie zou aanwakkeren.

### Orkaan Dog
Het is maar de vraag of Dog ooit een tropische cycloon is geweest, want geen van de verkenningsvliegtuigen hebben op hun missies een gesloten circulatie kunnen aantonen. Desondanks is Dog als tropische storm en later als orkaan aangemerkt en heeft een naam gekregen. Op 25 september werd een tropische golf waargenomen op 1125 km ten oosten van de Bovenwindse Eilanden. Het systeem trok noordwestwaarts en vertoonde windsnelheden boven de 34 knopen en het systeem werd tropische storm Dog gedoopt. De volgende dag op 26 september waren de windsnelheden toegenomen tot 68 knopen bij een druk van 998 mbar en promoveerde het systeem tot orkaan. Na zijn hoogtepunt op 27 september met windsnelheden tot 139 km/uur nam Dog snel in kracht af en zakte dezelfde dag onder de orkaandrempel. Het systeem loste ten slotte op op 29 september ten noordoosten van de noordelijke Bovenwindse Eilanden. Het is zeldzaam dat een tropische onweersstoring zulke sterke winden vertoont, zonder zich te organiseren tot tropische cycloon, maar aangezien een gesloten circulatie nooit is aangetoond, blijft het tot de mogelijkheden behoren.

### Orkaan Easy
Op 6 oktober ontstond er een tropische depressie ruim ten oosten van de Bovenwindse Eilanden, die langzaam noordwaarts trok. De tropische depressie promoveerde op 7 oktober tot tropische storm Easy en op 8 oktober tot orkaan Easy. Daarna draaide Easy met de wijzers van de klok mee naar het zuidwesten. Op 9 oktober bereikte Easy als stevige orkaan van de tweede categorie zijn hoogtepunt met windsnelheden tot 176 km/uur nabij het noordelijkste puntje op zijn parcours, 18,7° NB, 50,5° WL. Dezelfde dag nog degradeerde Easy tot tropische storm, die op 10 november verdween iets ten westen van de plaats waar hij was ontstaan. Easy zou waarschijnlijk voor het tijdperk van de verkenningsvliegtuigen onopgemerkt gebleven zijn.

### Orkaan Fox
Orkaan Fox was de zwaarste orkaan van het seizoen. De tropische cycloon ontstond uit een tropische onweersstoring, die zich had losgemaakt uit de Intertropische convergentiezone. Op 20 oktober ontstond hieruit een tropische depressie boven het uiterste zuidwesten van de Caraïbische Zee. De tropische depressie trok noordwestwaarts richting de Baai van Honduras en won aan kracht. Op 21 oktober promoveerde de tropische depressie tot tropische storm Fox ten oosten van Nicaragua en op 22 oktober tot orkaan boven het noordwesten van de Caraïbische Zee. Intussen was Fox meer en meer naar het noorden en noordnoordoosten gedraaid en zette nu koers richting Cuba. Voor Fox Cuba had bereikt, was hij aangewakkerd tot de vierde categorie en bereikte zijn hoogtepunt bij de landing nabij Cayo Guano del Este op 24 oktober met windsnelheden tot 241 km/uur en rukwinden tot 290 km/uur met een minimale druk van 933 mbar. Boven land verzwakte Fox tot de tweede categorie en passeerde ten oosten van Havana en kwam boven de Straat Florida terecht.
Boven het westen van de Straat Florida wendde Fox zich plotseling naar het oostzuidoosten en trok over de Bahama's. Net ten oosten van de Bahama's bereikte Fox nog eenmaal de derde categorie en meanderde toen in een gemiddeld genomen noordoostelijke richting. Op 27 oktober degradeerde Fox tot tropische storm , die werd opgenomen door een polair koufront. Het extratropische systeem loste op, terwijl het op 28 oktober ten noordwesten van Bermuda passeerde. Fox eiste 40 mensenlevens op Cuba en richtte voor $10 miljoen schade aan ($71 miljoen gecorrigeerd voor inflatie naar 2005). Op Cuba werd zware schade aangebracht aan de suikerplantages en de suikerraffinaderijen. Zesendertig van de 161 Cubaanse suikerraffinaderijen werden vernietigd of zwaar beschadigd. In het stadje Agua de Pasajeros werden 600 huizen zwaar beschadigd, dan wel vernietigd. Ook op de Bahama's had vooral de tomatenteelt het zwaar te verduren; 30% van de oogst ging verloren.

## Namen
Het seizoen 1952 was het laatste, waarvoor het spellingsalfabet werd gebruikt van het Amerikaanse leger en de marine. Dit spellingsalfabet werd ook gebruikt voor de seizoenen 1950 en 1951. Daarna gaat men over op een alfabetische lijst van meisjesnamen. Door dit alfabet was orkaan Charlie de voorlopig laatste tropische cycloon met een jongensnaam. Het zou na 1953 tot het seizoen 1979 duren, voordat dat weer zou gebeuren.
| - Able - Baker - Charlie - Dog - Easy - Fox - George (niet gebruikt) | - How (niet gebruikt) - Item (niet gebruikt) - Jig (niet gebruikt) - King (niet gebruikt) - Love (niet gebruikt) - Mike (niet gebruikt) - Nancy (niet gebruikt) | - Oboe (niet gebruikt) - Peter (niet gebruikt) - Queen (niet gebruikt) - Roger (niet gebruikt) - Sugar (niet gebruikt) - Tare (niet gebruikt) | - Uncle (niet gebruikt) - Victor (niet gebruikt) - William (niet gebruikt) - X-Ray (niet gebruikt) - Yoke (niet gebruikt) - Zebra (niet gebruikt) |